# Aldosterone
Aldosterone, hormone chính của loại mineralocorticoid, là một hormone steroid được sản xuất bởi zona glomerulosa trong vỏ thượng thận ở tuyến thượng thận.. Hormone này là cần thiết cho duy trì lượng natri trong thận, tuyến nước bọt, tuyến mồ hôi và đại tràng. Nó cũng đóng vai trò trung tâm trong việc điều hòa cân bằng nội môi về huyết áp, nồng độ natri (Na +) cũng như kali (K +)huyết tương. Aldosterone hoạt động chủ yếu bằng cách tác động lên các thụ thể mineralocorticoid ở các ống lượn xa của nephron. Aldosteron ảnh hưởng đến sự tái hấp thu natri và bài tiết kali (từ vào trong dịch thận, tương ứng) của thận, do đó gián tiếp ảnh hưởng đến việc giữ hoặc mất nước, huyết áp và thể tích máu. Khi không được điều khiển, aldosterone là nguyên nhân gây hoặc góp phần vào sự phát triển của các bệnh tim mạch và thận. Aldosterone có một hormone với chức năng đối nghịch hoàn toàn với nó là hormon thải natri tâm nhĩ (ANH) được tiết ra bởi tim.
Aldosterone là một phần của hệ thống renin – angiotensin-aldosterone (viết tắt là RAAS). Nó có chu kỳ bán rã trong huyết tương là dưới 20 phút. Các dược phẩm gây cản trở cho việc tiết hoặc hoạt động của aldosterone thường được sử dụng như thuốc hạ huyết áp, chẳng hạn như lisinopril, làm giảm huyết áp bằng cách ngăn chặn enzyme chuyển đổi angiotensin (ACE), dẫn đến tiết aldosterone thấp hơn. Tác dụng thực của các loại thuốc này là giảm giữ lại natri và nước nhưng tăng khả năng giữ kali. Nói cách khác, những loại thuốc này kích thích sự bài tiết natri và nước trong nước tiểu, trong khi chúng ngăn chặn sự bài tiết kali.
Một ví dụ khác là spironolactone, một thuốc lợi tiểu không thải kali của nhóm spirolactone steroid, làm giảm huyết áp bằng cách giải phóng chất lỏng khỏi cơ thể trong khi vẫn giữ kali.
Aldosterone lần đầu tiên được phân lập bởi Simpson và Tait vào năm 1953.